# Rubus leptostictus
Rubus leptostictus är en tvåhjärtbladiga växtart som beskrevs av Michel Gandoger. Rubus leptostictus ingår i släktet rubusar, och familjen rosväxter. Inga underarter finns listade i Catalogue of Life.